# Friedrich Umber
Friedrich Umber (* 19. Oktober 1871 in Halle (Saale); † 1946 in Madrid)  war ein deutscher Mediziner (Internist).
Er war der Sohn des promovierten Privatgelehrten Friedrich Umber in Halle und von Marie Frey. Friedrich Umber war ein Schüler von Bernhard Naunyn in Straßburg und von Salkowski in Berlin. Er war Oberarzt unter C. Gerhardt an der Charité und wurde 1903 Ärztlicher Direktor der Medizinischen Abteilung des Städtischen Krankenhauses in Altona. Im Jahr 1912 übernahm er die 1. Abteilung des Städtischen Krankenhauses Westend in Berlin. Außerdem war er Professor. In der Zeit des Nationalsozialismus war er nicht in der NSDAP, verhielt sich aber auch nicht systemkritisch. 1941 bis 1945 war er Vorsitzender der Berliner Medizinischen Gesellschaft. Als das Krankenhaus im Zweiten Weltkrieg Reservelazarett wurde, stellte er die weitere Versorgung der Diabetiker unter den Zivilisten sicher. Im Mai 1944 kehrte er nach einer Spanienreise nicht zurück und starb 1946 in Spanien.
Sein Forschungsschwerpunkt waren Ernährung und Stoffwechselkrankheiten, besonders Diabetes mellitus und Gicht. Bei der Gicht widersprach er der damaligen weitverbreiteten Auffassung, ihre Ursache wäre in erster Linie in den Nieren zu suchen und wies experimentell die Ablagerung in Geweben nach. Außerdem befasste er sich mit Leber- und Gallenerkrankungen (Beitrag zum Handbuch der inneren Medizin, 1. Auflage 1914). Das betraf auch die unmittelbare Zeit nach dem Ersten Weltkrieg, wo er die Glykogenverarmung der Leber für die damals zunehmenden Leberatrophien verantwortlich machen konnte. 
Bekannt war er für sein Lehrbuch der Ernährung und Stoffwechselkrankheiten, das zuerst 1909 erschien.
Im Jahr 1941 erhielt er die Goethe-Medaille für Kunst und Wissenschaft.
Seine Schwester Maria heiratete Georg Klemperer.

## Schriften (Auswahl)
- Dietrich Gerhardt †. In: Berliner Klinische Wochenschrift. Band 37, 1921, S. 1118–1119.
- Lehrbuch der Ernährung und der Stoffwechselkrankheiten für Ärzte und Studierende. Urban & Schwarzenberg, 1909; 3. Auflage ebenda 1925.
- Die Stoffwechselkrankheiten in der Praxis: Diabetes mellitus und insipidus, Gicht, Fettsucht und Magersucht. J. F. Lehmanns Verlag, 1925; 3. Auflage ebenda 1939.